# Marcel Regamey
Pour les articles homonymes, voir Regamey.
Marcel Regamey, né le 19 août 1905 à Lausanne et décédé le 23 juin 1982 à Épalinges, fut avocat, journaliste, penseur chrétien et aussi une personnalité politique vaudoise, fondateur et président du Mouvement de la Renaissance vaudoise, dont la branche politique se nomme Ligue vaudoise.

## Biographie
Avocat au barreau du canton de Vaud de 1932 à sa mort, il fut bâtonnier de 1966 à 1968.
En 1926 déjà, il fonde les cahiers Ordre et Tradition, devenus en 1935 les Cahiers de la Renaissance vaudoise, qu'il animera jusqu'en 1953, avant de les confier à Bertil Galland, qui dirigera la collection de 1960 à 1971. En 1931, avec Victor de Gautard et Alphonse Morel, il crée le journal La Nation, mensuel, puis bimensuel, pour lequel il écrira près de 1300 articles. Chez M. et Mme Alphonse Morel, à Valeyres-sous-Rances, il dirige dès 1945 un cours d'été liant débats intellectuels, lecture de livres et d'articles, travail à la vigne et vie liturgique. Il participe aux travaux pour la fusion des Églises réformées vaudoises (réalisée en 1966) et à ceux du Synode de l'Église nationale, puis évangélique réformée (1962-1974). Pianiste, mélomane averti, il est membre du Conseil d'administration de l'Orchestre de Chambre de Lausanne, préside sa commission musicale de 1974 à 1979 et participe activement aux séances de la commission artistique de la Fête des vignerons de Vevey de 1977.

## Doctrine politique
Monarchiste dès sa quatorzième année, il s'oppose vigoureusement au parlementarisme basé sur les opinions, pour chercher à promouvoir une assemblée qui puisse représenter les intérêts concrets, ceux des professions et des communes, que l'État doit protéger. S'inspirant de « l'empirisme organisateur » de Charles Maurras, il élabore un système étatique théorique convenant au Pays de Vaud. Dès 1931, il prend ses distances face au fascisme italien, à son enrôlement caporaliste et à son culte du chef, pour concevoir un « gouvernement personnel » fondé sur la cooptation et l'hérédité.
Ses études sur la formation du Pays de Vaud au Moyen Âge, avec Richard Paquier, l'amènent à établir que le meilleur régime pour un pays dépend de la façon dont ce dernier a été formé - le Pays de Vaud par les princes Thomas et surtout Pierre de Savoie, État territorial dès le XIIIe siècle. « Les caractères spécifiques des peuples perdurent, même sous des régimes qui leur sont contraires. L'unification politique n'a pas modifié la réalité profonde, elle l'a simplement masquée par une fiction juridique. » Chaque canton de la Confédération ayant son origine et son histoire propres, la Suisse est avant tout une alliance militaire assurant sa défense et son indépendance par l'armée et la diplomatie. Les questions intérieures de chaque canton ne doivent pas être réglées par la bureaucratie fédérale. C'est la doctrine du fédéralisme d'État.

### Regamey et l'antisémitisme
Regamey a pris des positions clairement antisémites conformes aux vues d'un Maurras, par exemple en 1932 lorsqu'il écrit dans La Nation : « Défie-toi du Juif », « Un Juif peut avoir l'accent vaudois et porter l'uniforme du dragon ou d'artilleur, il demeure, sous cette honnête apparence un Juif cent pour cent. À la moindre émotion, vous verrez la bonhomie vaudoise faire place à la fébrilité orientale et le doux parler romand se transformer en un jargon guttural caractéristique. » « Le peuple juif » est pour Regamey celui dont « la richesse vagabonde profite rarement au pays qui la crée ». Il faut donc « le frapper de taxes spéciales », etc. Dès après la Seconde Guerre mondiale, il a changé de position et peut écrire, en 1965 : « La responsabilité historique du peuple juif, c'est-à-dire les conséquences collectives de cet acte, que son sang retombe sur nous et nos enfants (Matthieu 27, 25), est inscrite dans toute l'histoire de ce peuple sans que les horribles persécutions dont il a été l'objet s'en trouvent justifiées pour autant. Bien au contraire, le fait de ne pas supporter les juifs est une offense au plan divin et il a fallu que l'Allemagne nazie ait rejeté expressément la foi chrétienne pour s'adonner sadiquement à l'extermination des juifs. »

## Position philosophique
Pour Marcel Regamey, le premier fondement de la réflexion, c'est l'Evangile. Fidèle paroissien durant toute sa vie, attaché à la lecture quotidienne de la Bible et à la célébration liturgique, il élargit sa philosophie à partir des vérités chrétiennes, telles que l'Église les a toujours interprétées. Puisant chez les Pères de l'Église et chez saint Thomas d'Aquin, il adopta en philosophie une position réaliste, qui correspondait à son dégoût pour les idéologies politiques. Le positivisme d'Auguste Comte, puis les écrits de Bertrand de Jouvenel et de Gustave Thibon ont permis à Marcel Regamey d'établir que les sociétés humaines sont régies par des lois objectives, parmi lesquelles l'irrationnel a aussi sa place. Attaché à la liberté personnelle, Regamey la situe toujours dans un cadre, famille, entreprise, profession, commune, État cantonal. Il a une vision organique de la société.
Ses derniers essais, Le Mythe du Golfe (1960) et Par quatre chemins (1980), se fondent sur des images visuelles : la rencontre de la mer (l'absolu) et de la terre (le contingent) dans le golfe de Giardini vu de Taormina, en Sicile, illustre le croisement des facteurs historiques et de la destinée universelle de la personne humaine. Les rues sordides du peintre Utrillo sont transfigurées par son art : notre vie avec ses banalités, ses succès et ses échecs, recevra de même un nouvel éclairage à la fin des temps. Par quatre chemins illustre les quatre voies offertes à l'homme pour connaître Dieu : la lumière du soleil, insupportable au regard, se donne à voir dans les couleurs des choses, dans les reflets, dans les ouvertures d'un système nuageux, parfois dans la vision directe, mystique.

## Action politique
La Ligue vaudoise, expression politique du Mouvement de la Renaissance vaudoise, n'a jamais formé de parti ni présenté de candidats à aucune élection. Mais elle prend position, par La Nation et les Cahiers de la Renaissance vaudoise, sur les sujets débattus et lors des votations cantonales et fédérales, dans le but de défendre, contre la centralisation fédérale, l'autonomie législative des cantons (fédéralisme). Sans occuper aucune fonction officielle, Marcel Regamey a exercé sur la politique vaudoise et suisse une influence étonnante pour un simple citoyen.
La Ligue vaudoise s'est manifestée pour la première fois en 1933, pour s'opposer avec succès à un impôt fédéral sur le vin. Deux ans plus tard, elle montrait son attachement à l'armée suisse en soutenant la prolongation des écoles de recrues. Dès avant la guerre, le Conseil fédéral s'était arrogé les pleins pouvoirs et procédait par décret non soumis au référendum. Le contrôle parlementaire venait après les décisions et les droits populaires étaient en veilleuse. Après la guerre, pour obliger les autorités fédérales à renoncer à leurs habitudes autoritaires, Marcel Regamey et ses amis, soutenus par le futur conseiller fédéral Paul Chaudet, lancèrent une initiative pour le retour à la démocratie directe, qui obtint la majorité en votation en 1949 ; cet article 89 bis de la Constitution fédérale a subsisté dans la Constitution actuelle, de 1999 : c'est l'article 165 (législation d'urgence).
En 1954, Regamey échoue avec son initiative cantonale pour une présidence permanente du Conseil d'État. L'idée sera néanmoins reprise dans la Constitution cantonale de 2003. En 1973, avec l'aide du parti radical, il s'oppose, chaque fois avec succès, à des articles conjoncturels fédéraux ; en 1976, à une loi centralisatrice sur l'aménagement du territoire ; en 1977, à l'instauration d'un service civil ; en 1978, à la création d'une police fédérale et à un projet de nouvelle Constitution fédérale (présentés par Kurt Furgler) ; en 1981, à une réforme scolaire dans le Canton de Vaud.
En 1977, Marcel Regamey transmet la direction du Mouvement de la Renaissance vaudoise à Olivier Delacrétaz (né en 1947). Ce dernier a continué le combat politique de son aîné, au sein d'un groupe qui se renouvelle et qui reste actif et vivant.

## Œuvres
Thèse :
- La protection de la personnalité en droit civil : essai de critique et de synthèse, 1929

Dans les cahiers Ordre et Tradition, publiés à Lausanne :
- L'ordre dans l'État, No 1, 1926
- Esquisse d'un régime d'intérêt national, No 9, 1929
- Essai sur le Gouvernement personnel, No 12, 1931

Dans les Cahiers de la Renaissance vaudoise, publiés à Lausanne :
- Les problèmes de l'histoire vaudoise, No 14 et No 15, 1935
- Propriété et liberté, No 29, 1946
- Action libre, déterminisme moral et plan providentiel, No 30-31, 1948
- Le Mythe du Golfe, No 36, 1960
- La gauche et la droite, No 50, 1968
- Évangile et politique, No 85, 1973
- La consécration de la Cathédrale de Lausanne le 19 octobre 1275 et l'unité de l'Europe chrétienne, No 87, 1975, et Lausanne, Centre de recherches européennes, 1975
- Études fédéralistes, No 95, 1978, pp. 41-61 : « Le fédéralisme vaudois »
- Par quatre chemins, No 100, 1980
- La formation de l'État dans les six cantons romands, No 104, 1982
- La plume de Marcel Regamey, Articles de La Nation (1931-1982), choisis sous la direction de Philibert Muret, No 117, 1989
- Le Temps de la patience, Articles théologiques, No 150, 2015.